# Coppa Svizzera 2020-2021 (calcio femminile)
La Coppa Svizzera 2020-2021 è stata la 45ª edizione della manifestazione calcistica organizzata dalla Federcalcio svizzera (ASF/SFV) riservata a squadre di calcio femminile. Iniziata il 23 settembre 2020, si è conclusa il 5 giugno 2021 con la finale allo Stadio Letzigrund di Zurigo, vinta dal Lucerna che, battendo in finale il Zurigo, ha conquistato la coppa per la quinta volta nella sua storia sportiva.

## Trentaduesimi di finale
Gli incontri si sono disputati tra il 5 e il 6 settembre 2020 tranne il Fislisbach vs Thun Berner-Oberland, giocato il 23 settembre.

## Sedicesimi di finale
Gli incontri si sono disputati tra il 3 e il 4 ottobre 2020 tranne il Brig-Glis vs Lugano, giocato il 24 ottobre.
| Squadra 1                 | Risultato | Squadra 2          |
| ------------------------- | --------- | ------------------ |
| Châtel-St-Denis           | 0 - 4     | Lucerna            |
| Kloten                    | 0 - 7     | Yverdon            |
| Oerlikon/Polizei ZH       | 1 - 6     | Grasshopper        |
| Erlinsbach                | 0 - 4     | Servette Chênois   |
| Groupement Féminin Vallée | 2 - 3     | Aarau              |
| Derendingen               | 1 - 7     | Basilea            |
| Winterthur                | 0 - 4     | Young Boys         |
| Femina Kickers Worb       | 1 - 3     | San Gallo-Staad    |
| Sion                      | 0 - 2     | Rapperswil-Jona    |
| Küssnacht am R.           | 3 - 0     | Gambarogno         |
| Fortuna Olten             | 0 - 18    | Zurigo             |
| Concordia Basilea         | 3 - 2     | Schlieren          |
| Renens                    | 1 - 2     | Appenzell          |
| Blue Stars Zurigo         | 1 - 2     | Thun Berner Oberl. |
| Balerna                   | 3 - 1     | Walperswil         |
| Brig-Glis                 | 1 - 6     | Lugano             |

## Ottavi di finale
Gli incontri si sono disputati tra il 1º e il 3 aprile 2021.
| Squadra 1         | Risultato | Squadra 2          |
| ----------------- | --------- | ------------------ |
| San Gallo-Staad   | 0 - 3     | Basilea            |
| Servette Chênois  | 2 - 0     | Young Boys         |
| Aarau             | 0 - 3     | Zurigo             |
| Yverdon           | 1 - 4     | Lugano             |
| Rapperswil-Jona   | 2 - 5     | Lucerna            |
| Concordia Basilea | 1 - 5     | Thun Berner Oberl. |
| Appenzell         | 3 - 1     | Balerna            |
| Küssnacht am R.   | 0 - 2     | Grasshopper        |

## Quarti di finale
Gli incontri si sono disputati tra il 24 e il 25 aprile 2021.
| Squadra 1          | Risultato | Squadra 2   |
| ------------------ | --------- | ----------- |
| Lugano             | 0 - 2     | Basilea     |
| Servette Chênois   | 0 - 1     | Zurigo      |
| Thun Berner Oberl. | 1 - 4     | Lucerna     |
| Appenzell          | 1 - 3     | Grasshopper |

## Semifinali
Gli incontri si sono disputati il 5 maggio 2021.
| Squadra 1 | Risultato | Squadra 2   |
| --------- | --------- | ----------- |
| Basilea   | 0 - 1     | Lucerna     |
| Zurigo    | 2 - 0     | Grasshopper |

## Finale
| Zurigo 5 giugno 2021, ore 18:00 CEST              | Lucerna   | 2 – 0 referto | Zurigo | Stadio Letzigrund |
| \| \| \| \| \| Fölmli 11’, 60’ \| Marcatori \| \| |           |               |        |                   |
|                                                   |           |               |        |                   |
| Fölmli 11’, 60’                                   | Marcatori |               |        |                   |